# GSLV
GSLV (Geosynchronous Satellite Launch Vehicle – Ракета носител за геосинхронни сателити) е еднократна система за изстрелвания, оперирана от Индийската организация за космически изследвания. Тя е разработена, за да позволи на Индия да изстрелва собствените си разузнавателни сателити в геосинхронна орбита и да бъде по-малко зависима от други държави и техните ракети.

## Варианти
GSLV е PSLV с подобрена производителност, постигната чрез добавяне на течногоривни бустери и криогенна горна степен.
GSLV може да постави около 5000 кг в НЗО. Използвайки руската горна криогенна степен 12KRB с двигател KVD-1, GSLV може да постави 2200 кг в 18-градусова ГТО.

### GSLV Mk.1 (a)
Този вариант има 125-тонна (С-125) първа степен и може да изстреля 1500 кг в ГТО.

### GSLV Mk.1 (b)
Този вариант има 139-тонна (С-139) първа степен подобрено гориво за течните бустери и втората степен. Този вариант може да изстреля 1900 кг в ГТО.

### GSLV Mk.2
Този вариант се разработва и ще използва индийски криогенен двигател. Планира се ракетата да може да изстреля 2500 кг в ГТО.

## Изстрелвания

### Предишни
| Версия | Вариант      | Дата              | Космодрум   | Товар     | Резултат |
| D1     | GSLV Mk.1    | 18 април 2001     | Шрихарикота | GSAT-1    | Успех, Тестов полет, Третата степен изключва 10 секунди по-рано                                                                         |
| D2     | GSLV Mk.1(2) | 8 май 2003        | Шрихарикота | GSAT-2    | Успех, Тестов полет |
| F01    | GSLV Mk.1(2) | 20 септември 2004 | Шрихарикота | EDUSAT    | Успех, Първи операционен полет |
| F02    | GSLV Mk.1(2) | 10 юли 2006       | Шрихарикота | INSAT-4C  | Неуспех; и ракетата, и сателита бяха унищожени, след като ракетата се отклони от курса и падна в океана; проблема идва от единия бустер |
| F04    | GSLV Mk.1(2) | 2 септември 2007  | Шрихарикота | INSAT-4CR | Успех, поставя 2160 кг полезен товар в ГТО, лошо представяне на горната степен — орбитата е малко по-ниска от планираната               |

### Планирани
| Версия | Вариант      | Дата | Космодрум   | Товар    | Инжекционна орбита |
| ?      | GSLV Mk.1(2) | 2008 | Шрихарикота | GSat 4   |                    |
| ?      | GSLV Mk.2    | 2008 | Шрихарикота | Insat 3D |                    |